# Most SNP
El Most Slovenského národného povstania (en español: Puente de la Insurrección Nacional Eslovaca), llamado habitualmente Most SNP o Puente OVNI, y llamado Nový most (en español: Puente Nuevo) entre 1993 y 2012, es un puente de carretera sobre el Danubio en Bratislava, la capital de Eslovaquia. Es el puente atirantado más largo del mundo con un solo pilón y un solo plano con cables.
Es un puente atirantado asimétrico con un vano principal de 303 m de longitud. Su plataforma de acero está suspendida de cables, también de acero, conectados en el lado de Petržalka a dos pilares. La longitud total del puente es de 430,8 m, su anchura 21 m y pesa 537 toneladas. 
Una atracción especial es la estructura con forma de platillo volante en el pilón de 84,6 m de altura, que alberga un restaurante, que desde 2005 se ha llamado UFO (en inglés, OVNI, anteriormente se llamaba Bystrica). Se accede al restaurante mediante un ascensor situado en el pilar este, y ofrece una buena vista de Bratislava. El pilar oeste alberga una escalera de emergencia con 430 escalones. Tiene cuatro carriles para el tráfico rodado en la plataforma superior y vías para bicicletas y peatones en la plataforma inferior.

## Nombre

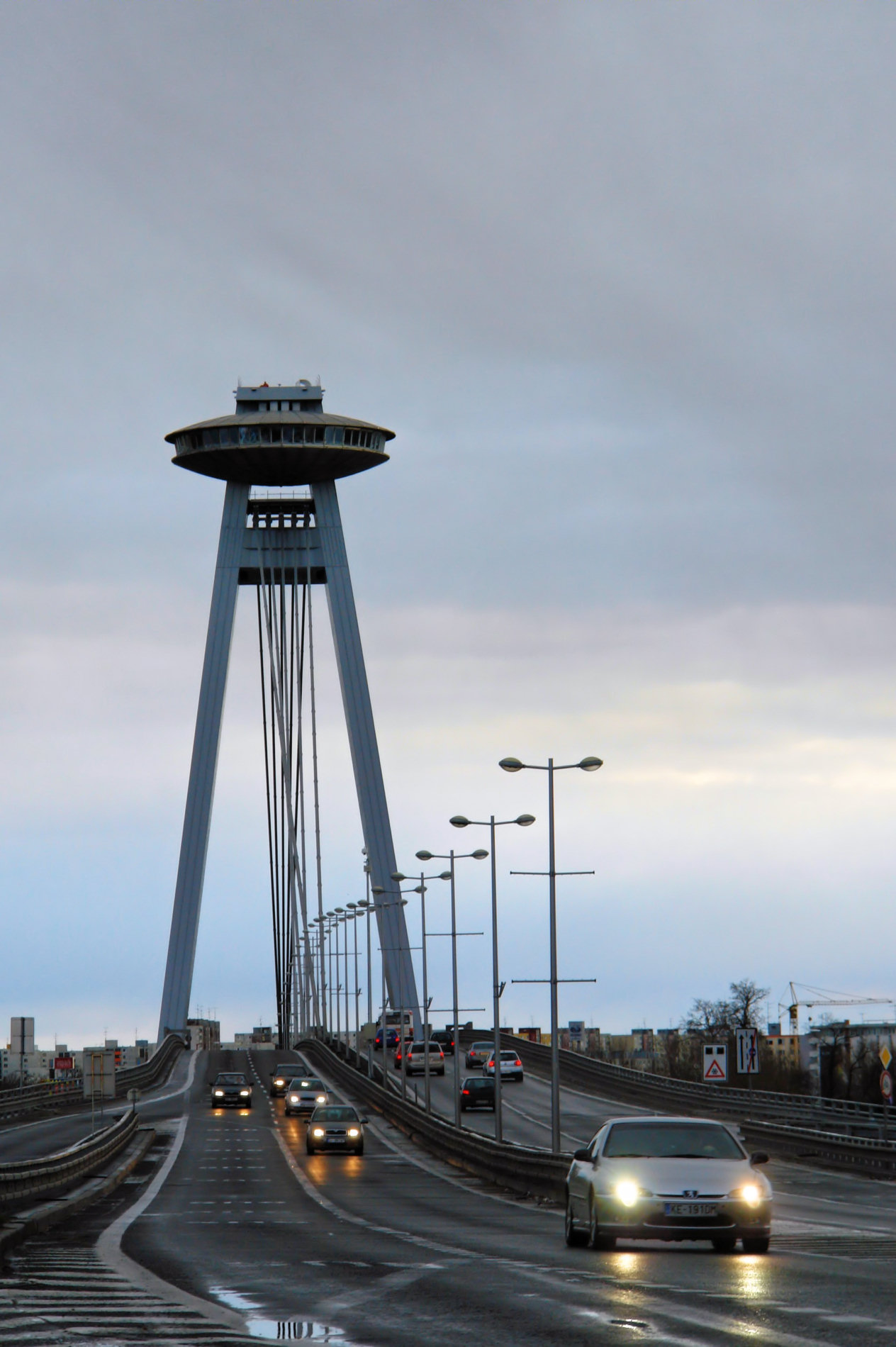
Vista del pilón y el "OVNI".

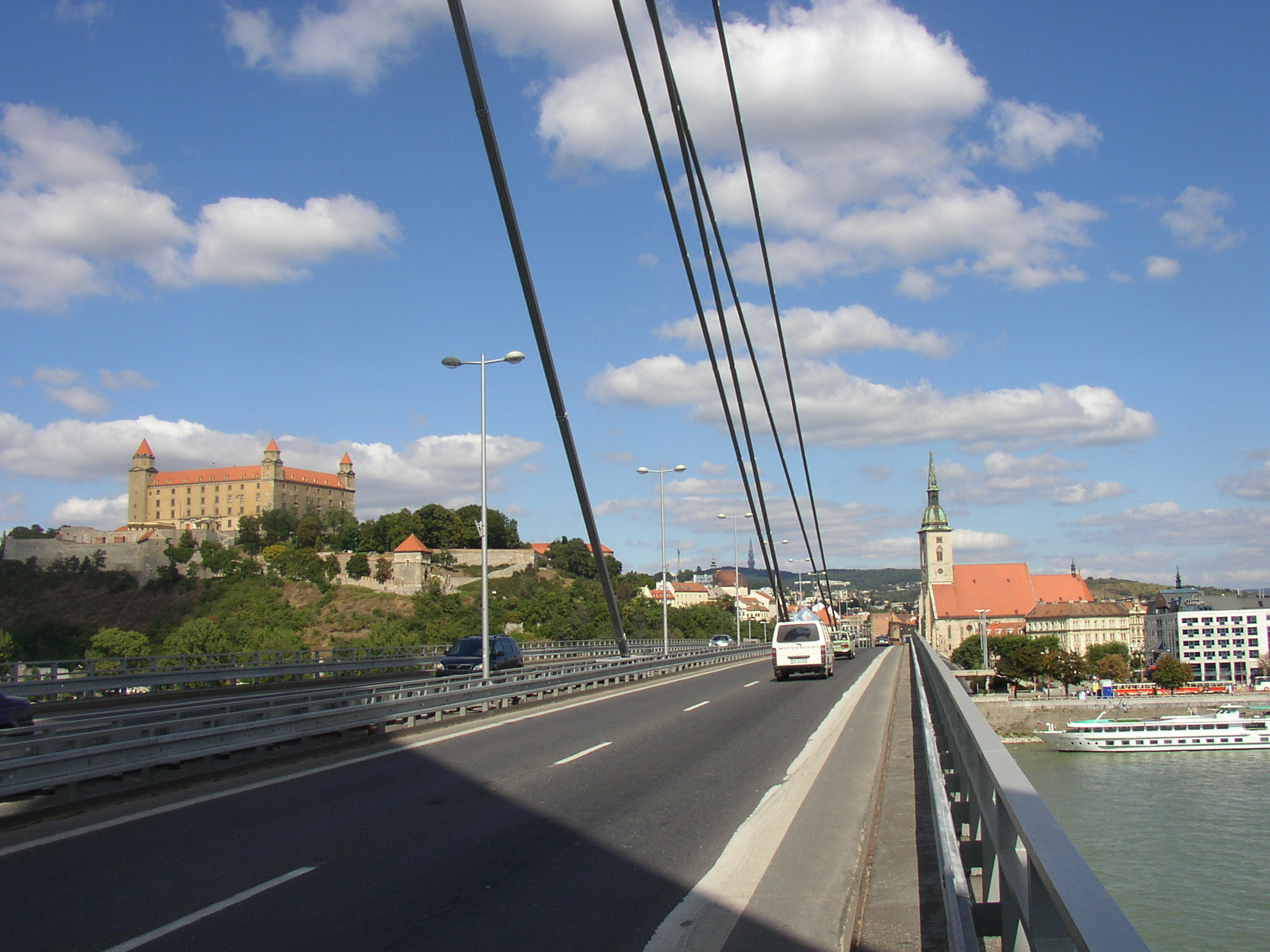
El Castillo de Bratislava y la Catedral de San Martín vistas desde Most SNP.

Desde su construcción en 1972 el puente se llamó Most SNP (en español: Puente de la Insurrección Nacional Eslovaca), aunque localmente se llamaba Nový Most (Puente Nuevo). En 1993, el parlamento de Bratislava cambió su nombre a Nový Most, para que su nombre oficial fuera el que usaba habitualmente la gente. El 29 de marzo de 2012 el parlamento de Bratislava votó a favor de una iniciativa de la alcaldesa de la Ciudad Vieja, Táňa Rosová (SDKÚ-DS), para cambiar el nombre del puente a Most SNP otra vez, efectiva el 29 de agosto de 2012. La Asamblea Nacional de Bratislava lanzó una encuesta popular online para cambiar el nombre del puente saliendo por aplastante mayoría, 12.599 votos, la opción "Puente Chuck Norris", opción rechazada por las autoridades a favor del actual nombre.

## Construcción
El puente fue construido entre 1967 y 1972. El proyecto fue dirigido por A. Tesár, J. Lacko, y I. Slameň. Abrió oficialmente el 26 de agosto de 1972, siendo el segundo puente sobre el Danubio en Bratislava. La construcción del puente tuvo aspectos positivos y negativos para la ciudad. Se demolió una importante sección de la Ciudad Vieja bajo el Castillo de Bratislava, que incluía casi todo el barrio judío, para crear la carretera que da acceso al puente. Por otro lado, el puente mejoró la conexión entre Petržalka y el resto de la ciudad. Durante la construcción se desenterraron parte de las murallas históricas.